# Scott Hastings (cestista)
Scott Alan Hastings (Independence, 3 giugno 1960) è un ex cestista statunitense, professionista nella NBA.

## Carriera
È stato selezionato dai New York Knicks al secondo giro del Draft NBA 1982 (29ª scelta assoluta).

## Palmarès
- Campionato NBA: 1

Detroit Pistons: 1990